# پناهگاه صخره‌ای قلا پشته ۱
پناهگاه صخره‌ای قلا پشته ۱ مربوط به دوران پارینه‌سنگی است و در شهرستان کوهدشت، بخش مرکزی، دهستان گل گل، روستای ناوه شیرآوند واقع شده و این اثر در تاریخ ۷ اسفند ۱۳۸۶ با شمارهٔ ثبت ۲۱۳۵۵ به‌عنوان یکی از آثار ملی ایران به ثبت رسیده است.